# Syma
Syma là một chi thuộc Phân họ Sả (Halcyoninae) trong họ Bồng chanh (Alcedinidae) xuất hiện ở New Guinea và đông bắc Úc. Chi này do bác sĩ phẫu thuật và nhà tự nhiên học người Pháp René Lesson giới thiệu vào năm 1827. Syma là tên của một nữ thần biển trong Thần thoại Hy Lạp.
Chi này bao gồm hai loài. Con trưởng thành của cả hai loài đều có mỏ màu vàng sáng.
| Hình ảnh | Danh pháp        | Phân bố                                       |
| -------- | ---------------- | --------------------------------------------- |
|          | Syma megarhyncha | New Guinea                                    |
|          | Syma torotoro    | New Guinea và phía bắc bán đảo Cape York ở Úc |